# Aviat Eagle
O Christen Eagle, que mais tarde se tornou o Aviat Eagle em meados da década de 1990, é um biplano esportivo acrobático produzido nos Estados Unidos desde o final da década de 1970.

## Projeto
Projetado para competir com o Pitts Special por Frank Christensen originalmente de Salt Lake City, Utah, o Eagle II é comercializado em forma de kit para construção de casas. O Eagle II é uma pequena aeronave de configuração convencional com asas de biplano escalonadas de baia única e envergadura igual, reforçadas com fios aerodinâmicos de vôo e pouso e um suporte em I para formar uma caixa em forma de caixa. O piloto e um único passageiro sentam-se em conjunto debaixo de um grande dossel de bolhas. O trem de pouso da roda traseira é fixo, com as rodas principais montadas em pernas de alumínio com mola. As rodas principais estão alojadas em carenagens aerodinâmicas. A fuselagem e a cauda são construídas em tubo soldado de aço cromo, com a fuselagem dianteira revestida em alumínio e a traseira e a cauda revestidas em tecido. A estrutura da asa é de madeira de abeto Sitka e coberta de tecido. A carenagem do motor é de fibra de vidro. Em 2011, mais de 350 aeronaves estavam voando.

## Histórico operacional

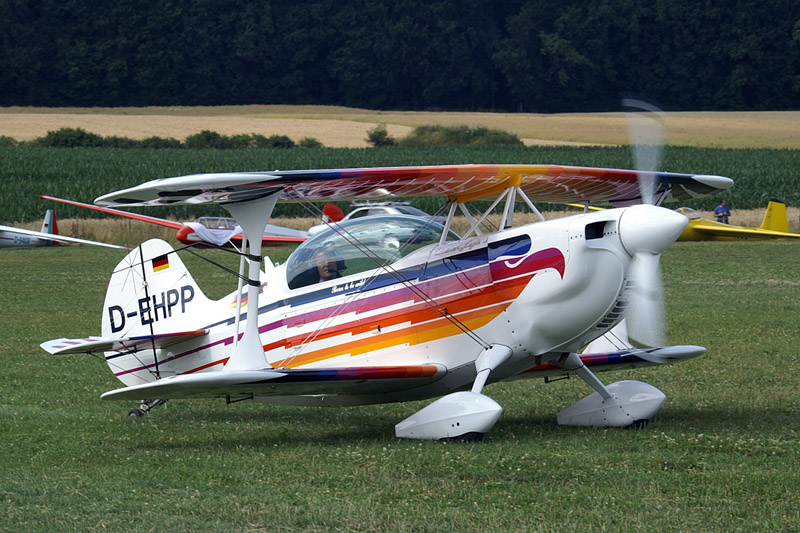
Christen Eagle II

Em 1979, o Eagles Aerobatic Team (Charlie Hillard, Tom Poberezny e Gene Soucy) escolheu o Christen Eagle como um substituto para o show aéreo do Pitts Special "The Red Devils". O ato continuou até 1995. Todos os três Christen Eagles estão pendurados no saguão do EAA Airventure Museum em Oshkosh, Wisconsin.

## Variantes
Christen Eagle I
Variante de assento único. Lycoming AEIO-540 260 hp (190 kW). Primeiro modelo de design, construído no Aeroporto de San Carlos . 4 fuselagens construídas, uma era branca com penas pretas agora com sede em Dallas Texas, as outras 3 estão no Museu EAA em Oshkosh WI.
Christen/Aviat Eagle II
Variante mais comum, controles duplos de dois lugares. Lycoming AEIO-360. 200 hp (150 kW)
O primeiro Eagle II produzido (Serial #001) está em exibição no Connecticut Air & Space Center em Stratford, CT.
Christen Super Eagle I 540
Muito raro, dois construídos. Lycoming AEIO-540 300 hp (220 kW). Anteriormente pilotado pela IRON EAGLES AEROBATIC TEAM, agora de propriedade de pilotos profissionais baseados no Texas e no Alasca.
Christen Super Eagle II
Vários exemplares construídos, dois lugares, tanques de combustível limitados.

## Especificações
- Tripulação: 2
- Comprimento: 17 ft 11 in (5,46 m)
- Envergadura: 19 ft 11 in (6,07 m)
- Altura: 6 ft 6 in (1,98 m)
- Área da asa: 125,0 sq ft (11,61 m2)
- Peso vazio: 1.025 lb (465 kg)
- Peso máximo de decolagem: 1.578 lb (716 kg)
- Capacidade de combustível: 24 US gal (20 imp gal; 91 L) utilizável
- Powerplant: 1 × Textron Lycoming AEIO-360-A1D refrigerado a ar flat-four, 200 hp (150 kW)
- Hélices: Hartzell HC-C2YK-4/C7666A-2 de 2 lâminas hélice de velocidade constante, 6 ft 4 in (1,93 m) de diâmetro[6]

Desempenho
- Velocidade máxima: 184 mph (296 km/h, 160 kn)
- Velocidade de cruzeiro: 165 mph (266 km/h, 143 kn)
- Velocidade de estol: 58 mph (93 km/h, 50 kn)
- VNE: 210 mph (340 km/h, 180 kn)
- Alcance: 437 mi (703 km, 380 nmi)
- Teto de serviço: 17.000 ft (5.200 m)
- g limites: +9, -6
- Taxa de rolagem: 187 graus por segundo
- Taxa de subida: 2.100 pés/min (11 m/s)

## Ver Também
- Pitts Special